# Dorfkirche Maina

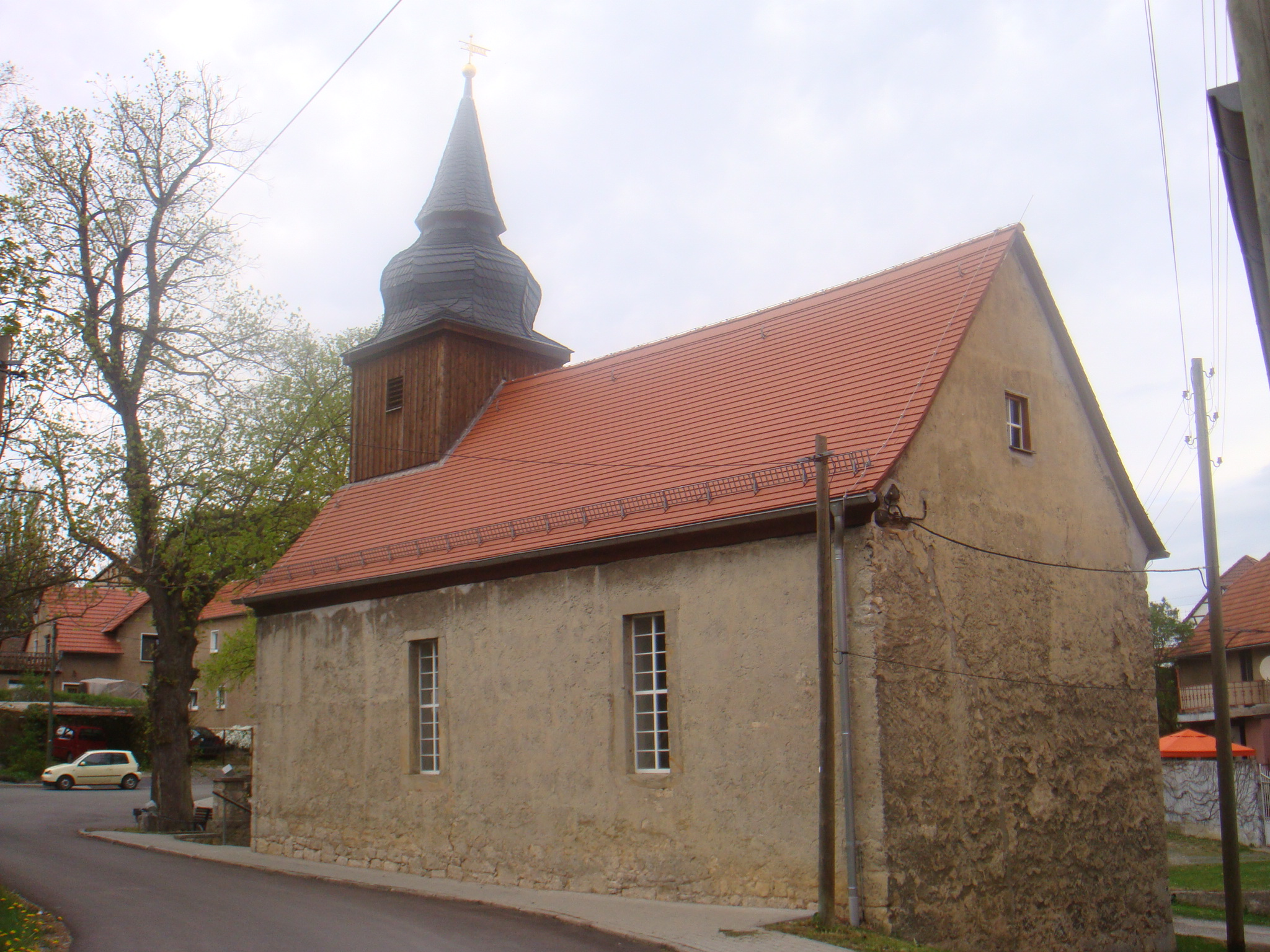
Dorfkirche Maina (2012)

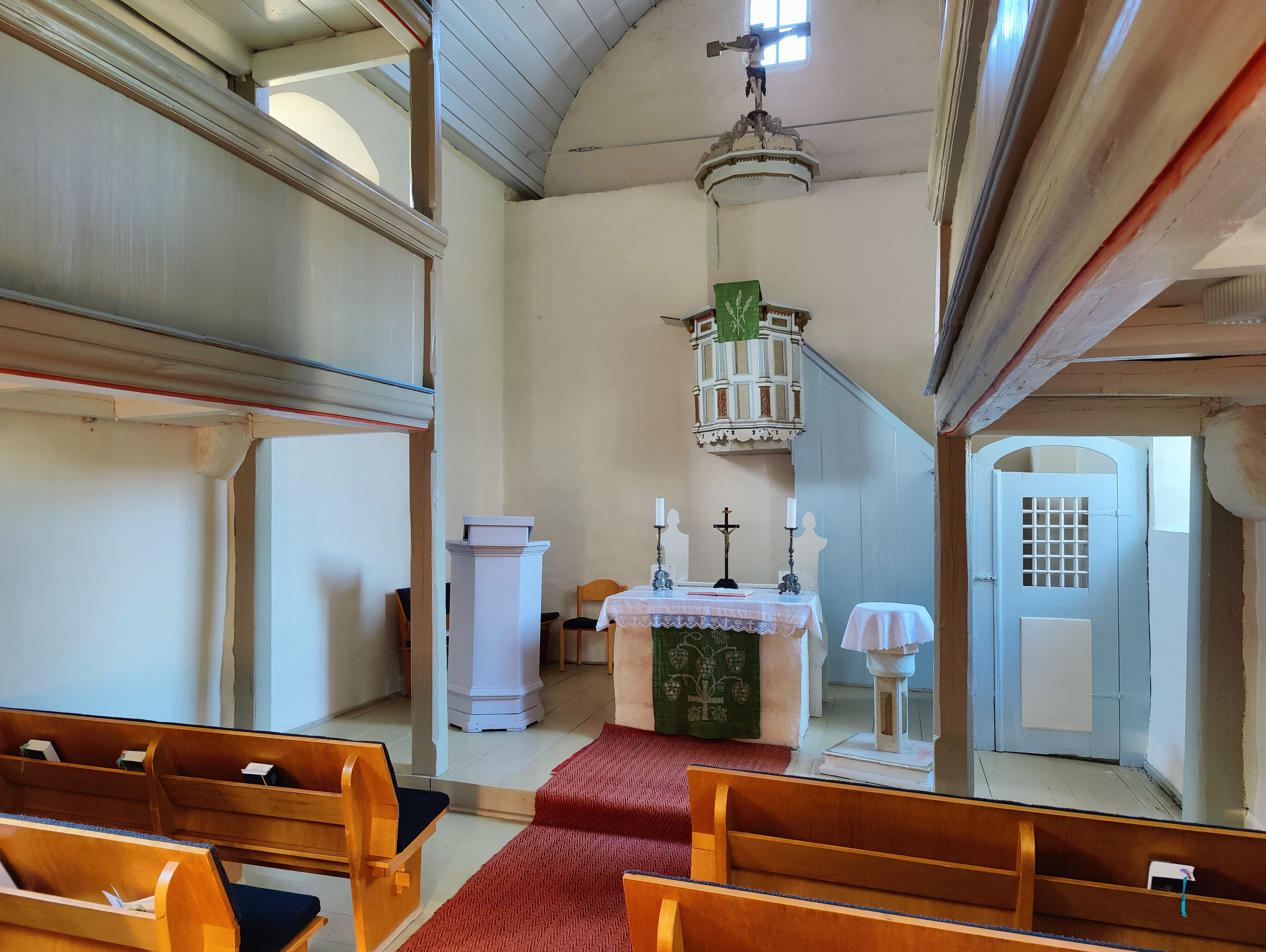
Innenraum (2023)

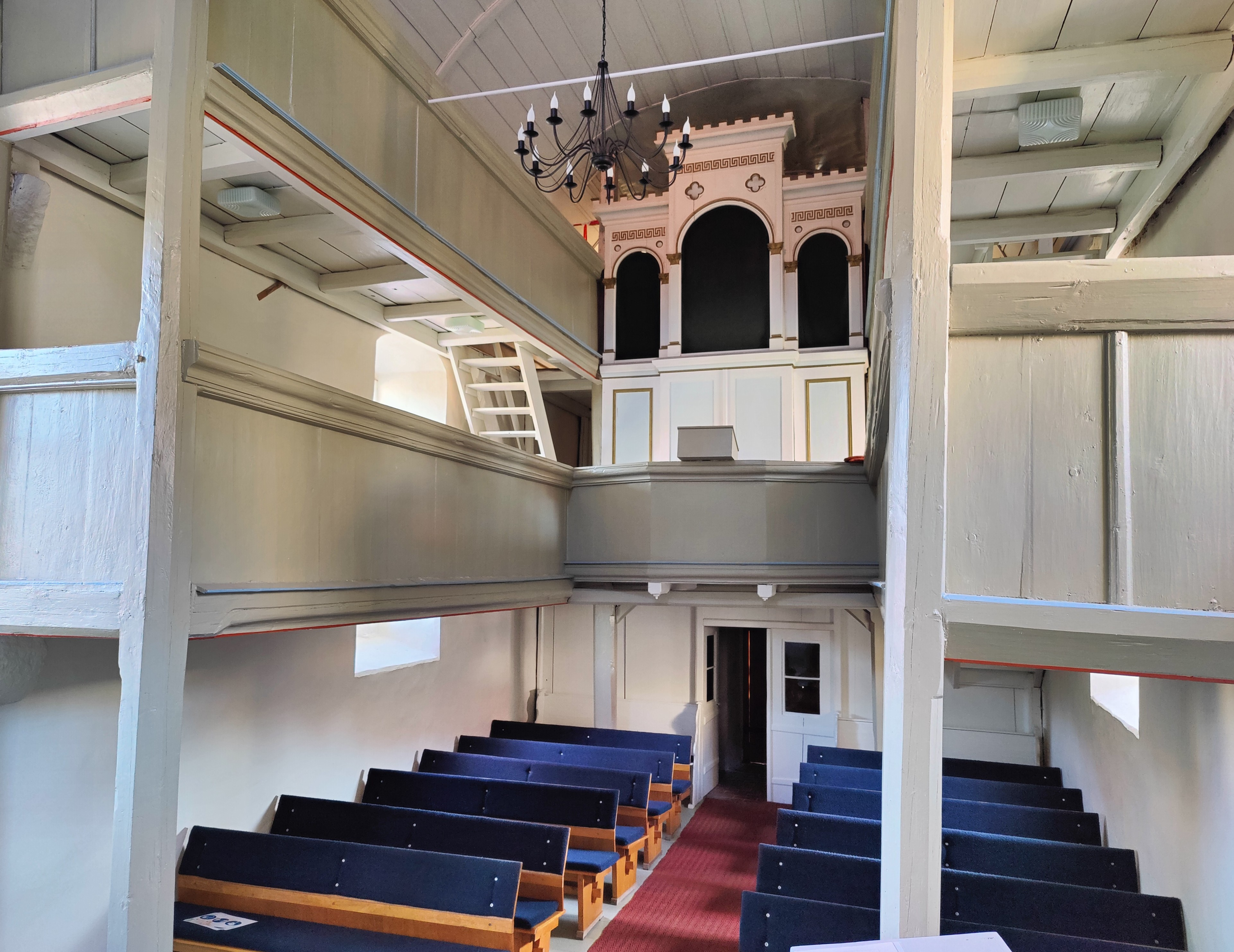
Innenraum, Blick zur Orgel

Die Dorfkirche Maina steht in Maina einem Ortsteil von Magdala im Landkreis Weimarer Land  in Thüringen. Sie gehört zum Kirchspiel Magdala/Bucha im Kirchenkreis Jena der Evangelischen Kirche in Mitteldeutschland.

## Beschreibung
Die Dorfkirche ist ein schlichter rechteckiger Bau. In der Ostwand befindet sich ein Absatz, der auf verschiedene Bauphasen schließen lässt. Umbauten im 18. Jahrhundert und Profile eines Rundbogenfensters weisen auf das 16. Jahrhundert hin. Es könnte sich aber auch um eine Tür gehandelt haben, die einen hölzernen Treppenaufgang besaß, dann wäre die Entstehungszeit noch früher. Im Dreißigjährigen Krieg wurde sie geplündert und gezündelt. Im Dorf lebte nur noch eine Kuh der Bauern.
Der Dachreiter hat eine geschweifte Kuppel. Tauf- und Abendmahlgefäße sind aus dem 18. Jahrhundert.
Innen sind schmucklose Emporen in die hölzerne Tonne eingebaut worden. Der einfache Kanzelbau steht hinter dem Altartisch. Auf dem Baldachin ist ein mittelalterliches Kruzifix angebracht.
Risse im Mauerwerk der Ostwand konnten beseitigt werden. Der Dachreiter soll künftig eine Glocke erhalten. Der kleine Glockenturm und das Kirchendach sind derzeit das Problem.
Die mechanische Orgel der Firma Adam Eifert aus Stadtilm von 1884 ist noch in gutem Zustand, obwohl im Zweiten Weltkrieg die Prospektpfeifen (Principal 8') abhandenkamen, ansonsten ist sie bespielbar. Sie verfügt nun über 9 klingende Register auf zwei Manualen und Pedal.

## Bilder

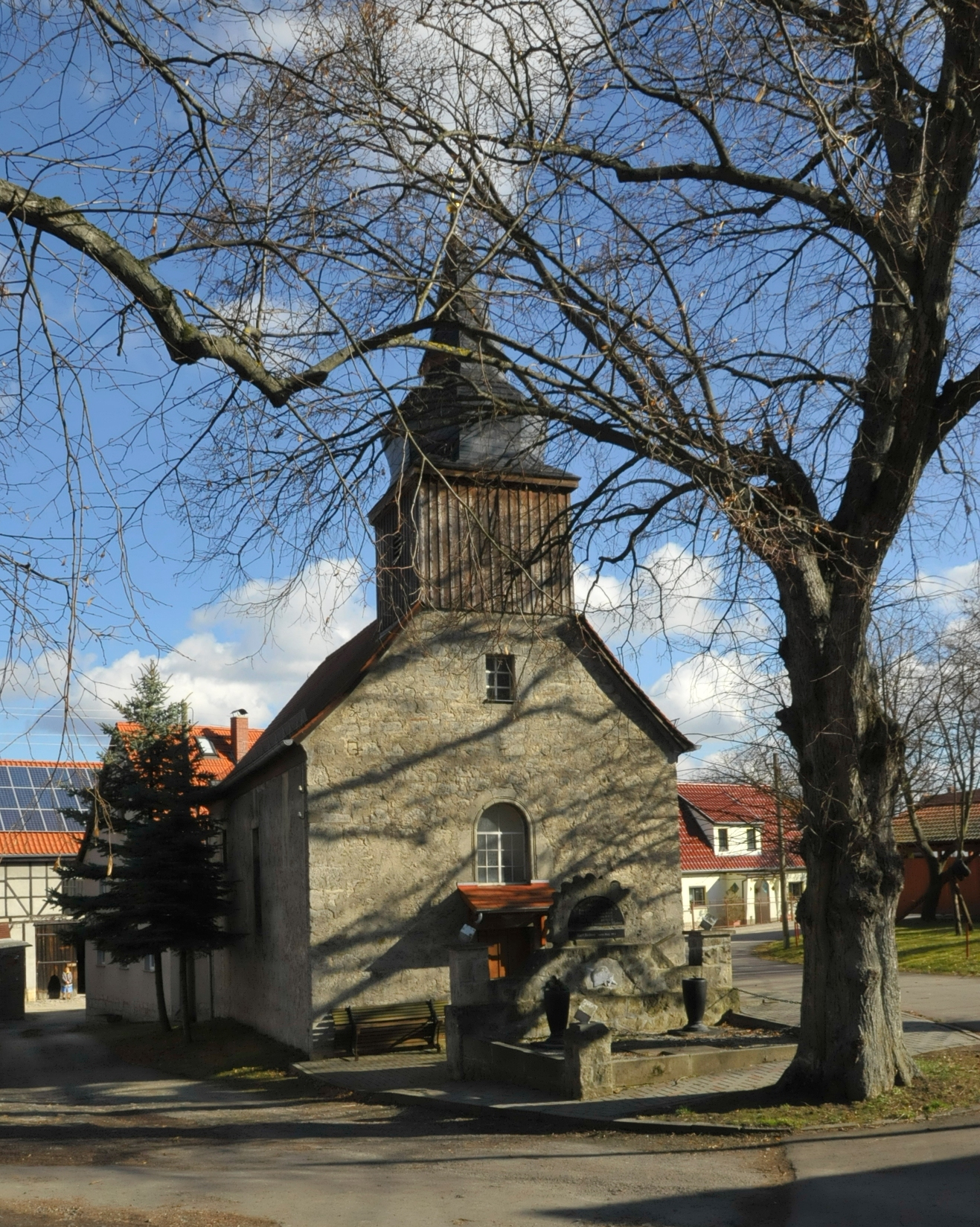
Blick aus Westen
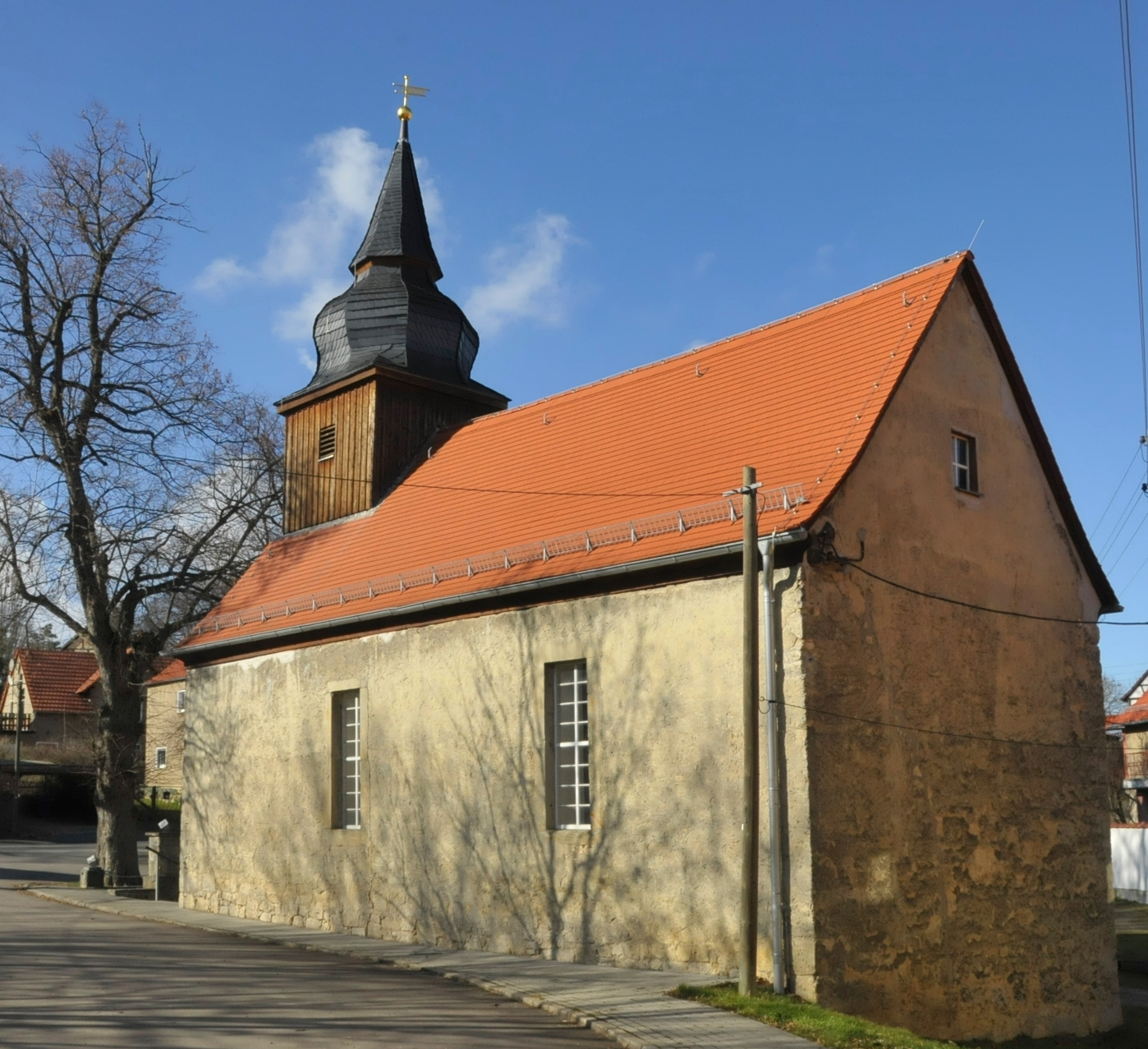
Blick aus Südost
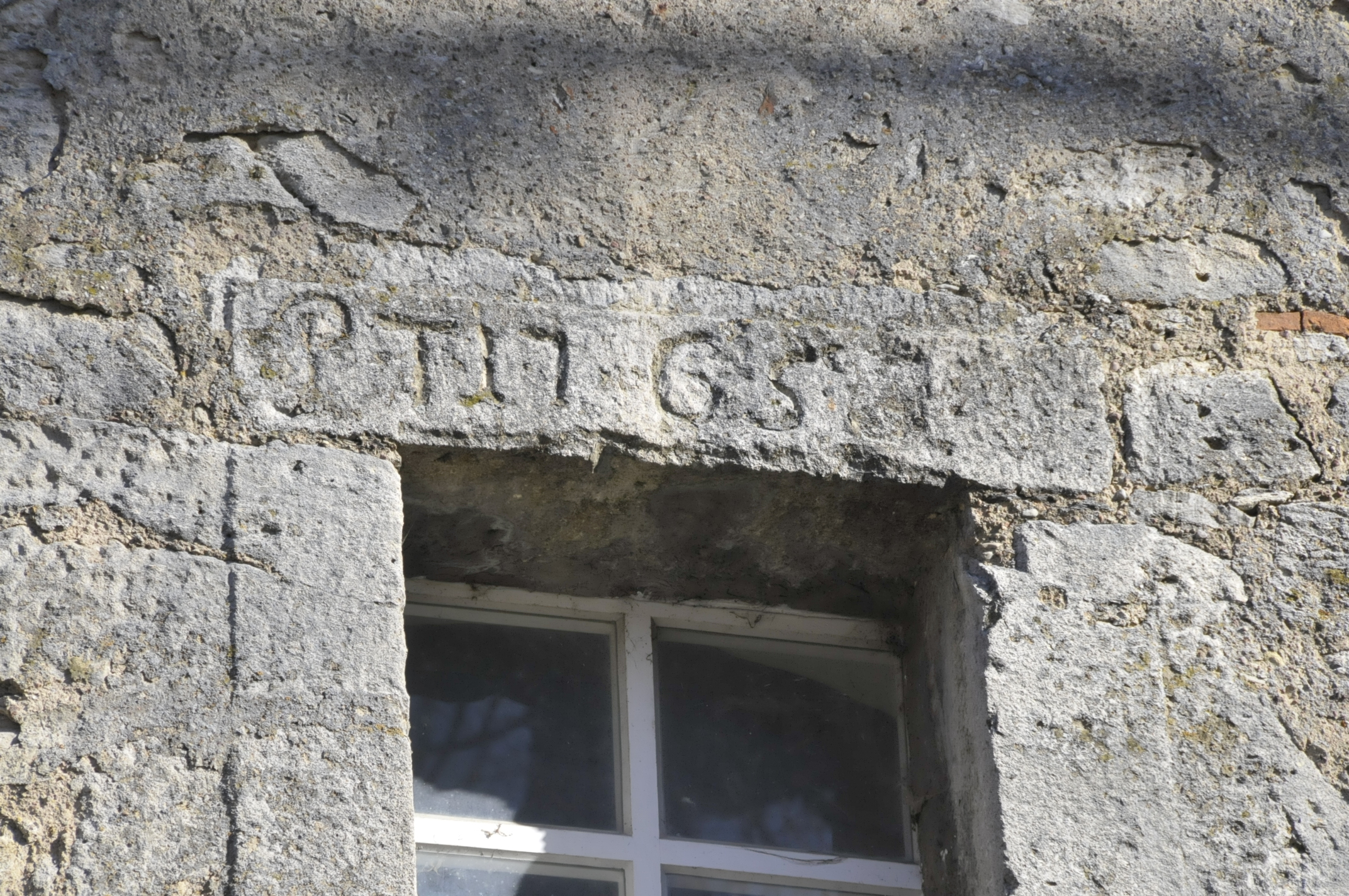
Inschrift über einem Kirchenfenster mit der Jahreszahl 1765